# Tricyphona (Tricyphona) acicularis
Tricyphona (Tricyphona) acicularis is een tweevleugelige uit de familie Pediciidae. De soort komt voor in het Palearctisch gebied.